# Martin Lidberg
Johan Martin Lidberg, född 1 februari 1973 i Farsta församling i Stockholm, är en svensk tidigare brottare som tävlade i grekisk-romersk stil. Han är äldre bror till brottaren Jimmy Lidberg.
Lidberg brottades för Spårvägens Brottningsklubb, som är en avknoppning av Spårvägens Idrottsförening.
Under de olympiska spelen 1996 besegrade Lidberg MMA-legendaren Dan Henderson. I juni 2007 meddelades att han skulle sluta med brottningen.
Lidberg arbetar som hälsocoach på företaget Inspirata AB samt är med och driver träningstidningen STARK Magasin och har skrivit flera träningsböcker. Med sin bror Jimmy Lidberg och författaren Theodor Lundgren gav han ut boken Brottarbröder år 2020. Den beskriver deras uppväxt och brottarkarriär i en familj med en spelmissbrukande och yrkeskriminell far.
Lidberg blev vinnare av TV-programmet Let's Dance 2007 tillsammans med danspartnern och dåvarande fästmön Cecilia Ehrling. De träffades under programmet och var ett par till 2009. Han har två barn i ett tidigare äktenskap, en av dem är fotbollsspelaren Isac Lidberg. Under 2010 vann Lidberg fjärde säsongen av Superstars. År 2017 deltog Lidberg i den nionde säsongen av TV-programmet Mästarnas mästare som han även lyckades vinna.
Lidbergs medverkar i filmaren Bahador Shahidis uppmärksammade dokumentärfilm "Jimmy the wrestler" (2021) om brodern Jimmy Lidberg och deras förhållande som bröder.

## Meriter
- 2004: EM-guld (96 kg).
- 2003: VM-guld (96 kg).
- 2000: EM-guld (85 kg).
- 2000: OS-6:a.
- 1999: VM-5:a. EM-silver
- 1998: EM-brons
- 1998: VM-brons.
- 1997: VM-4:a.
- 1996: OS-6:a (82 kg).
- 1995: VM-8:a (82 kg).
- 1994: VM-21:a (82 kg).
- 1993: VM-6:a (82 kg).